# هوسوپایی
هوسّوپایی (به مجاری:  Hosszúpályi) یک منطقهٔ مسکونی در مجارستان است که در ناحیه درچکه واقع شده‌است. هوسوپایی ۶۹٫۴۷ کیلومتر مربع مساحت و ۵٬۶۶۲ نفر جمعیت دارد.